# Roberto Begnis
Roberto Begnis, detto Bobo (Crema, 30 aprile 1967), è un ex arbitro di pallacanestro italiano.